# Судзу

37°26′11″ пн. ш. 137°15′37″ сх. д. / 37.43639° пн. ш. 137.26028° сх. д.
Су́дзу (яп. 珠洲市, すずし, МФА: [sud͡zu ɕi̥]) — місто в Японії, в префектурі Ісікава.

## Короткі відомості
Розташоване в північній частині префектури, на північно-східному краю півострова Ното, на березі Японського моря. Виникло на основі сільських і портових поселень раннього нового часу. Засноване 15 липня 1954 року шляхом об'єднання населених пунктів повіту Судзу — містечок Іїда, Хорю, Сьоїн з селами Уето, Дзікі, Вакаяма, Такодзіма, Сайкай. Основою економіки є рибальство, переробка морепродуктів, гончарство, виготовлення черепиці, броварство, туризм. В місті розташовані численні гарячі джерела та мальовичі приморські пейзажі, оспівані в японській традиційній поезії. Станом на 1 квітня 2009 площа містечка становила 247,20 км². Станом на 1 липня 2011 населення містечка становило 16 023 осіб.